# Somaterapia
Somaterapia o SOMA es una terapia corporal y en grupo creada en Brasil por el escritor y terapeuta Roberto Freire. Está basada en la teoría de Wilhelm Reich, discípulo disidente de Freud y en el anarquismo. La Soma entiende el conflicto neurótico —que genera conflictos y dependencias— a partir de las relaciones de poder presentes en la sociedad. Así, el anarquismo con ética filosófica busca permear la metodología de la Soma, permitiendo la identificación del autoritarismo en las relaciones interpersonales. 
Además de la teoría reichiana, la Soma también adopta el aquí-y-ahora de la terapia Gestalt y los descubrimientos sobre la pragmática de la comunicación humana presente en los estudios de antipsiquiatría.
El proceso terapéutico dura en torno de un año y solo realiza sesiones de terapia compuestas de ejercicios corporales y dinámicas de grupo autogestionarias, buscando identificar los mecanismos de poder presentes en las relaciones sociales contraídas entre los miembros del grupo.
Es practicada en Brasil y en Europa por el Colectivo Anarquista Brancaleone, que reúne a los somaterapeutas en actividad y en formación, bajo la supervisión de Roberto Freire.

## Somaterapia en la práctica

### Colectivo Brancaleone
Se trata de un Colectivo Libertario creado en 1990, formado por los somaterapeutas. Su principal función es la de desarrollar y practicar la Somaterapia, privilegiando el trabajo en autogestión y la ética libertaria. En todos estos años de trabajo autogestionado, el Brancaleone siempre procuró reafirmar su postura radicalmente anarquista, en lo que actualmente se define como anarquismo somático, donde el placer se vuelve referencial ético en la construcción de la autonomía del individuo. Las actividades del Colectivo Brancaleone, además de los grupos de Soma se extienden también a la publicación de libros, cursos, conferencias entre otros. En 2006 iniciaron un curso de "Introducción a la Somaterapia" en la UERJ, en Río de Janeiro, llevando a la Soma a las aulas de esta institución. 
Actualmente está compuesto por los somaterapeutas João da Mata, Jorge Goia y Vera Schroeder, y por los ayudantes Stéfanis Caiaffo y Marcelo Leal, todos ellos fueron formados bajo la supervisión del psiquiatra Roberto Freire.